# 哈里·阿特金森
哈里·阿特金森（英語：Harry Atkinson，？—），南非男子草地滚球运动员。他曾代表南非参加1950年大英帝国运动会草地滚球比赛，获得男子四人金牌。